# Asch-Schirqat
Asch-Schirqat (arabisch الشرقاط) ist ein irakischer Ort und Verwaltungszentrum des gleichnamigen Bezirkes im Gouvernement Salah ad-Din.
Die Bevölkerung ist mehrheitlich sunnitisch.
Asch-Schirqat liegt etwa 100 Kilometer nordnordwestlich (NNW) von Tikrit am linken Ufer des Tigris. Südlich der Stadt befinden sich die Ruinen von Aššur, eine der wichtigsten Städte des alten Assyrien.
2014 geriet der Ort unter Kontrolle der Terrororganisation Islamischer Staat.
Am 22. September 2016 konnte der Irak die Stadt vollständig zurückerobern.